# Jimmy Massallay
Jimmy Massallay (ur. 9 listopada 1952) – sierraleoński lekkoatleta specjalizujący się w biegach średniodystansowych, reprezentant Sierra Leone na Letnich Igrzyskach 1980 w Moskwie.
W roku 1980 na Letnich Igrzyskach Olimpijskich 1980 był uczestnikiem biegu na 400 m, 800 m. oraz uczestniczył w sztafecie 4 × 400 m. Bieg na 400 m. zakończył z czasem 49,68, zajmując piąte miejsce w biegu kwalifikacyjnym numer 3. Pomimo najlepszego rezultatu spośród wszystkich rodaków, nie zdołał awansować do półfinału.
W biegu na 800 m., Massallay zajął 7. miejsce w biegu kwalifikacyjnym numer 7. Bieg ukończył z czasem 2:04,4, osiągając lepszy rezultat tylko od reprezentanta Laosu Vongdeuane Phongsavanha i rodaka Sahra Kendora.
Sztafeta 4 × 400 m w składzie z Sahrem Kendorem, Williamem Akabi-Davisem oraz George’em Branche zajęła ostatnie miejsce w biegu kwalifikacyjnym numer jeden. Czas z jakim kadra Sierra Leone ukończyła bieg - 3:25,0 okazał się najsłabszym rezultatem spośród wszystkich ekip.